# Alia (mitologia)
Alia (in greco antico: Ἁλία?, Alía) o Alie è un personaggio della mitologia greca. È una ninfa del mare.

## Genealogia
Figlia di Talassa, ebbe da Poseidone sei maschi e Rodo.
Alcuni studiosi dei miti identificano i sei maschi con i Telchini, per Diodoro Siculo i Telchini sono i figli di Alia. Altri autori scrivono che gli stessi Telchini abbiano altri genitori.

## Mitologia
Un giorno i suoi giovani figli videro Afrodite gettare le ancore presso l'isola di Rodi ed avventati ed insolenti, intervennero impedendole di restare. Così la dea, infastidita da quegli arroganti, si offese e reagì facendoli impazzire. 
Trasformati in violenti, quei figli se la presero con i nativi dell'isola e finirono con il giacere con la madre (Alia) per violentarla.
Quando il loro padre (Poseidone) seppe dell'accaduto, li sprofondò nelle caverne marine e li trasforò in demoni, che dagli uomini furono chiamati Demoni orientali.

Alia invece si gettò in mare ed in seguito raggiunse l'onore immortale agli occhi degli indigeni e fu chiamata Leucotea.
Le due figure (Alia e Leucotea) erano molto venerate sull'isola di Rodi e questa adorazione includeva l'annuale Festival di Alia.
La figura di Alia a volte viene identificata (o confusa) con Cafira, altre volte viene invece associata ad Imalia.